# 시쿠역
시쿠역(일본어: 志久駅)은 일본 사이타마현 기타아다치군 이나정에 있는 사이타마 신도시 교통 이나 선의 역이다.

## 역 구조
섬식 승강장 1면 2선의 고가역이다. 일선 스루의 구조이지만, 우측 통행으로 입선한다.

### 승강장
| 1 | ■ 이나 선(뉴셔틀) | 우치주쿠 방면         |
| 2 | ■ 이나 선(뉴셔틀) | 마루야마・오미야 방면 |

## 역 주변

### 서쪽
서쪽의 구릉은 전쟁 전에 국제전화회사(현, KDDI)가 통신 시설을 두면서 현지에서는 무센산으로 불렸다. 쇼와 말기에 폐쇄되고 그 자리에 다양한 시설이 건설되고 있지만 아직도 그린벨트여서, 사이타마 현의 "녹색 트러스트 보전지"로 지정되어 있다.
- 일본약과대학
- 이나 골프 플라자
- 승마 클럽・클레인 이나
- 국제학원 중・고등학교

### 동쪽
이나 정의 중심지인 "혼마치"에는 역전길에서 동쪽으로 도보 10분 정도 거리이다. 공장이 다수 입지하는 지역이기도 하다.
- 이나 마치 소방서
- 고무로 파출소
- 이나 정립 중앙 보육원
- 이나 정립 고무로 초등학교
- 이나 정립 도서관

## 역사
- 1983년 12월 22일: 영업 개시.
- 2007년 3월 18일: IC카드 Suica 공용 개시.

## 사진

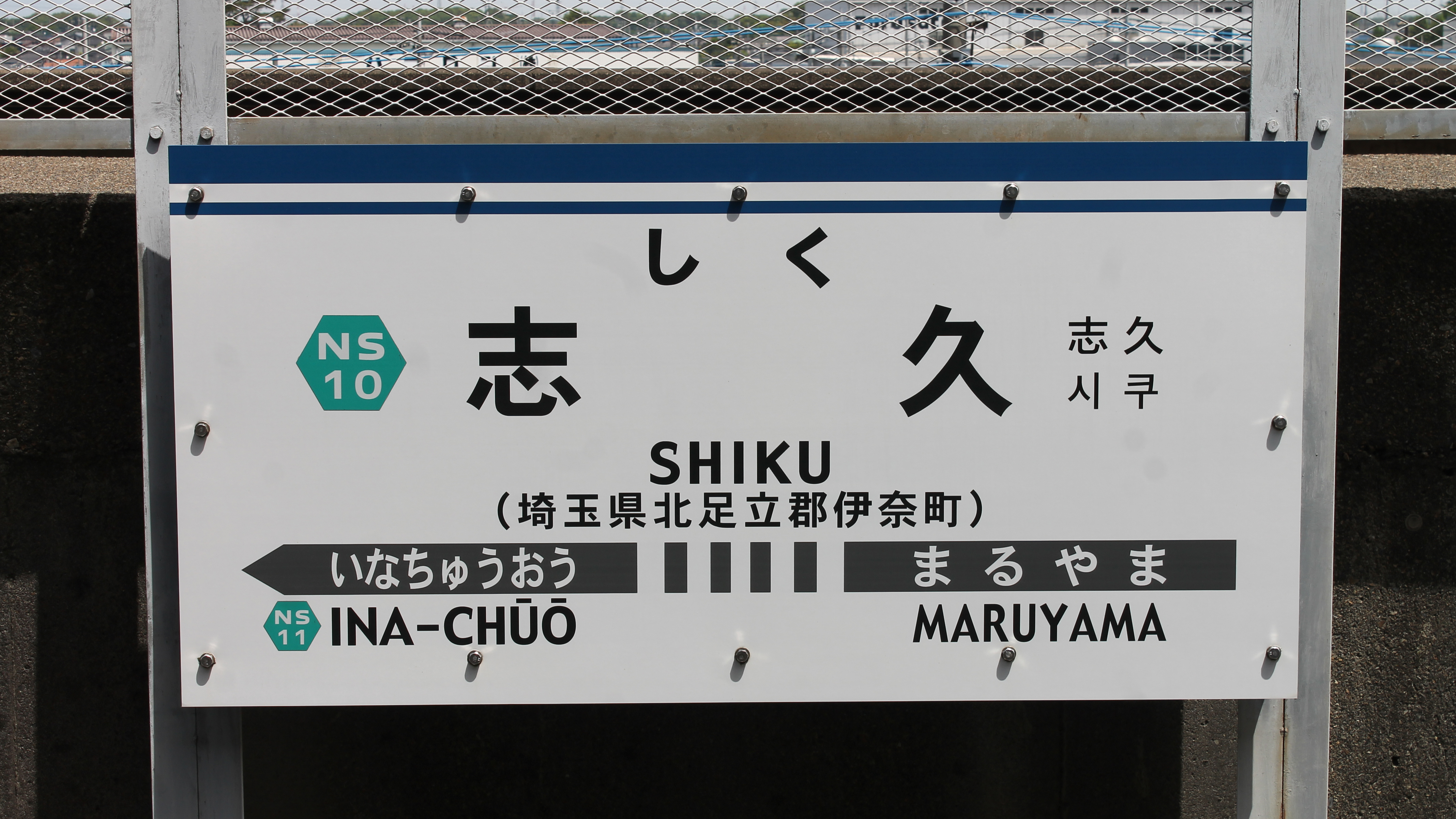
역명판

## 인접역
| 사이타마 신도시 교통 ■ 이나 선 | 사이타마 신도시 교통 ■ 이나 선 | 사이타마 신도시 교통 ■ 이나 선 |
| ------------------------------ | ------------------------------ | ------------------------------ |
| 마루야마 오미야 방면           |                                | 이나추오 우치주쿠 방면         |